# Spaniocelyphus nigrifacies
Spaniocelyphus nigrifacies är en tvåvingeart som beskrevs av de Meijere 1914. Spaniocelyphus nigrifacies ingår i släktet Spaniocelyphus och familjen Celyphidae. Inga underarter finns listade i Catalogue of Life.